# Proposizione causale latina
La proposizione causale è una subordinata che esprime la causa dell'azione espressa nella sua reggente.
In latino essa va distinta in due tipi: la proposizione causale oggettiva e quella soggettiva. In ambedue i casi, la proposizione è retta dalle congiunzioni quia, quod, quoniam, quandoquĭdem, quando, siquĭdem (è possibile trovare anche si quĭdem), praesertim cum (soprattutto perché), quippe cum (dato che) o dalla locuzione prepositiva propterea quod, tutte traducibili come "poiché", "perché", "in quanto", "siccome".
La causale risponde alla domanda Quārē? o Cur?, ossia «Perché?», «Per quale motivo?»

## I tipi di causale

### La causale oggettiva
La proposizione causale oggettiva, detta anche "reale", esprime la vera e obiettiva causa dell'azione nella reggente, o anche la causa che l'autore ritiene sia vera. Va espressa con il modo indicativo, ed è introdotta perlopiù da quod, quia, quoniam, spesso anticipate e rafforzate da locuzioni quali eo, ideo, idcirco, ob eam rem... Vediamo qualche esempio.
| «Volo Tulliam valere quoniam eam amo.»       |
| «Voglio che Tullia stia bene perché la amo.» |

| «Lepus in nemore latet quia lupum timet.»             |
| «La lepre si nasconde nel bosco perché teme il lupo.» |

| «In caelo fulmina sunt quia Iuppiter iratus est.»          |
| «In cielo ci sono i fulmini perché Giove si è arrabbiato.» |

### La causale soggettiva
La proposizione causale soggettiva, o anche "obliqua", cioè quando la causa viene dichiarata dal soggetto della frase, come pensiero di persona diversa da chi parla o chi scrive; essa vuole il modo congiuntivo e la congiunzione che la regge va tradotta con "perché a suo/loro dire". Vediamo gli esempi.
| «Marcus et Gaius Romam iverunt quandoquidem aliquid consuli dare deberent.»            |
| «Marco e Gaio andarono a Roma perché, a loro dire, dovevano dare qualcosa al console.» |

| «Lucia tristis est quod nemo eam amet.»              |
| «Lucia è triste perché, a suo dire, nessuno la ama.» |

| «Iulius numquam divitis erit siquidem dii contra eum sint.»               |
| «Giulio non sarà mai ricco perché a suo dire gli dei sono contro di lui.» |

## Alcuni modi per esprimere la causale senza locuzioni

### Ilcumnarrativo
Per la proposizione causale può essere usato il cum narrativo, detto appunto anche "narrativo-causale". In questo caso non si bada alla soggettività o all'oggettività della causa.
| «Felix sum cum filius meus nasciturus sit.»                                                                  |
| «Sono felice perché (sta per nascere; forma perifrastica, preferibilmente da non usare) nascerà mio figlio.» |

| «Tres dies Octavianus flevit cum scivisset Caesarem necatum esse.»                |
| «Ottaviano pianse per tre giorni perché ebbe saputo che Cesare era stato ucciso.» |

### Il participio
Anche il modo participio (sia presente, sia futuro, sia perfetto) può essere usato per esprimere la causa in modo implicito.
| «Ulixes, unus ingenium habens, equum ligneum fecit ut Troiam diriperet.»                                     |
| «Ulisse, che (visto che) era l'unico dotato d'ingegno, fece fare il cavallo di legno per distruggere Troia.» |

| «Marius profecturus parentes et fratres suos salutans est.»                             |
| «Mario, che (perché) sta per partire, sta salutando i suoi genitori e i suoi fratelli.» |

| «Haec omnia faciunt, opinantes ita fieri oportēre.»                         |
| «Fanno tutte queste cose, poiché ritengono che occorra che si faccia così.» |

### L'ablativo assoluto
Come per le temporali, le causali possono essere espresse attraverso l'ablativo assoluto in maniera implicita.
| «Equites Treveri, desperatis nostris rebus, domum contenderunt.»                                                      |
| «I cavalieri Treviri, essendo la nostra situazione disperata (giacché, poiché...era disperata), tornarono in patria.» |